# قراعلي الأنطاكي الداديخي
قراعلي الأنطاكي الداديخي Carolus Dadichi Antichenus هو من أولئك السوريين المسيحيين الذين كان يستعان بهم في أوروبة على وصف وفهرسة المخطوطات العربية الموجودة في مكتبات أوروبة.
و «الداديخي» نسبة إلى قرية تسمى داديخ في نواحي سَرمين بقضاء حلب. قام بفهرسة المخطوطات الشرقية في مكتبة جامعة ليپتسك ومكتبة جامعة هامبورج.